# Lampetis monilis
Lampetis monilis es una especie de escarabajo del género Lampetis, familia Buprestidae. Fue descrita científicamente por Chevrolat en 1834.